# Eo đất Panama

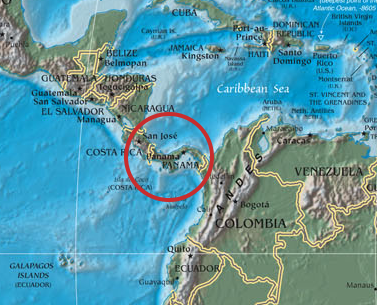
Eo đất Panama.

Eo đất Panama (tiếng Tây Ban Nha: Istmo de Panamá), tên trong lịch sử là eo đất Darien (tiếng Tây Ban Nha: Istmo de Darién), là một dải đất hẹp nằm giữa biển Ca-ri-bê và Thái Bình Dương, nối Bắc Mỹ và Nam Mỹ với nhau. Eo đất này đã được hình thành khoảng 3 triệu năm trước trong thế Pliocene. Eo đất này bao gồm quốc gia Panama và kênh đào Panama. Eo đất này nằm ở khu vực có vị trí chiến lược.
Việc hình thành eo đất này nối hai lục địa Bắc và Nam Mỹ với nhau có ý nghĩa quan trọng đối với sự đa dạng sinh học của hành tinh do động thực vật có thể di chuyển qua lại.